# Mádi László
Mádi László (Nyíregyháza, 1963. október 24. –) magyar közgazdász, főiskolai tanár, politikus, 1990 és 2010 között országgyűlési képviselő (Fidesz), 2001-től 2002-ig a Miniszterelnöki Hivatal gazdasági ügyekért felelős politikai államtitkára.

## Élete
Mádi Gyula építészmérnök és Fábián Ildikó gimnáziumi tanár fiaként született. Bátyja Mádi Zoltán (1961) közgazdász, politikus, aki 1990 és 1994 között Nyíregyháza polgármestere volt. Általános iskolai és középiskolai tanulmányait szülővárosában végezte, 1982-ben érettségizett a Zrínyi Ilona Gimnáziumban. Egy éves szombathelyi sorkatonai szolgálat után a Marx Károly Közgazdaság-tudományi Egyetem tervgazdaság szakának hallgatója lett, ahol 1988-ban szerzett diplomát. 1984-től 1988-ig a Rajk László Szakkollégium tagja volt. 1988-ban az MTA Tudományos Minősítő Bizottságának tudományos továbbképzési ösztöndíjasa lett, majd 1989-től 1990-ig közgazdasági ismereteket tanított a nyíregyházi Bessenyei György Tanárképző Főiskolán.
1988 áprilisában belépett a Fiatal Demokraták Szövetségébe, melynek 1989-től 1990-ig nyíregyházi szervezetének ügyvezetője volt. Az 1990-es és az 1994-es országgyűlési választáson a párt Szabolcs-Szatmár-Bereg megyei területi listájáról szerzett mandátumot, az Országgyűlésben a költségvetési, adó- és pénzügyi bizottság, a szociális, családvédelmi és egészségügyi bizottság, a foglalkoztatási és munkaügyi bizottság és gazdasági bizottság tagja lett. 1993-ban a Fidesz Szabolcs-Szatmár-Bereg megyei elnökévé választották. 1995-től 1998-ig a GATE Mezőgazdasági Főiskolai Karán tanított.
Az 1998-as magyarországi országgyűlési választáson Szabolcs-Szatmár-Bereg megye 2. számú, Nyíregyháza központú választókerületében választották képviselővé, az Országgyűlésben a Fidesz frakcióvezető-helyettese lett, emellett a foglalkoztatási és munkaügyi bizottság tagja, a költségvetési és pénzügyi bizottság és az európai integrációs albizottság alelnöke, illetve az Országos Rádió és Televízió Testület 1998. és 1999. évi költségvetési törvényjavaslatát előkészítő albizottság elnöke volt. Az 1998-as magyarországi önkormányzati választáson a Fidesz, az MDF és az MKDSZ közös jelöltjeként a Szabolcs-Szatmár-Bereg Megyei Önkormányzat képviselője lett, itt 2001-ig a gazdasági és vagyonbizottság elnöke volt. 2000 és 2002 között tagja volt az Országos Katasztrófavédelmi Igazgatóság mellett működő Helyreállítási és Újjáépítési Társadalmi Bizottságnak. 2001 augusztusától 2002 májusáig a Miniszterelnöki Hivatal gazdasági ügyekért felelős politikai államtitkára volt Stumpf István miniszter mellett.
A 2002-es és a 2006-os országgyűlési választáson a Fidesz Szabolcs-Szatmár-Bereg megyei területi listájáról jutott a parlamentbe, az Országgyűlésben a költségvetési és pénzügyi bizottság, illetve a költségvetési, pénzügyi és számvevőszéki bizottság tagja volt. 2003 februárjában a Nyíregyházi Főiskola, majd az év szeptemberében a DOTE Nyíregyházi Főiskolai karának tanára lett. 2008-ban PhD fokozatot szerzett, és a Magyar Tudományos Akadémia köztestületi tagja lett. A 2010-es országgyűlési választás előtt pártja levette az országos listáról, mert egy fórumon a Fidesz álláspontjával ellentétesen arról beszélt, hogy hosszú távon elképzelhetőnek tartja az ingatlanadó bevezetését, így nem szerzett mandátumot.
2010 júliusától 2011 szeptemberéig a Magyar Sörgyártók Szövetségének elnöke, majd a JNT Security Logisztikai és Biztonsági Kft. vezetője volt, ezután pedig a Magyar Nemzeti Bank készpénz-logisztikai igazgatója lett.
Felesége 1987-től Majtényi Györgyi jogász, három gyermekük született.